# Chrysler 300C
El Chrysler 300C es un automóvil de turismo de lujo del segmento E producido por el fabricante estadounidense Chrysler desde finales de 2004 hasta 2023. Es un cinco plazas con motor delantero longitudinal y tracción trasera o a las cuatro ruedas, que reemplazó al Chrysler 300M. Estaba disponible con carrocerías sedán de cuatro puertas o Touring de cinco puertas. Esta última se vendió en América del Norte como Dodge con la denominación "Dodge Magnum", con un diseño exterior similar a otros modelos de Dodge. En 2011 es lanzada la segunda generación del modelo, el cual se vende en Europa Continental bajo Lancia, retomando la designación de "Thema" usada en el tope de gama de la década de 1980 de la marca.
Un prototipo del 300C fue presentado oficialmente en el Salón del Automóvil de Nueva York de 2003. Su diseñador, Ralph Gilles, retomó para este proyecto rasgos de diseño del 300C de 1957, en particular en el frontal. El modelo es fabricado en Brampton (Ontario), Canadá, en Graz, Austria y en Pekín, China. Utiliza la plataforma LX de Chrysler, derivada de la plataforma del Mercedes-Benz W211 que comparte con los Dodge Charger y Dodge Challenger contemporáneos.

## Primera generación (LX; 2004-2010)
Fue galardonado como "Automóvil del Año 2005" por la revista estadounidense Motor Trend, estuvo entre los diez nominados a Automóvil Mundial del Año 2005 y apareció en las ediciones 2005 y 2006 de la "Lista de los Diez Mejores Automóviles" de la revista Car and Driver.
En 2011 se presentó la segunda generación del Chrysler 300C. En Europa continental fue renombrado como Lancia Thema debido a la absorción de Chrysler Group LLC por el grupo Fiat S.p.A.

### Motorizaciones
Sus motorizaciones de gasolina son un motor V6 de 2.7 litros con 193 HP (196 CV; 144 kW) de potencia máxima, otro V6 de 3.5 litros con 253 HP (257 CV; 189 kW), un motor V8 HEMI de 5654 cm³ (5,7 L; 345 plg³) con 340 HP (345 CV; 254 kW) y otro V8 HEMI de 6059 cm³ (6,1 L; 369,7 plg³) con 431 HP (437 CV; 321 kW). Todos son naturalmente aspirados con inyección indirecta. Los dos menos potentes tienen cuatro válvulas por cilindro, mientras que los dos V8 cuentan con dos válvulas por cilindro. El único motor diésel common-rail es un V6 de 3.0 litros con 218 HP (221 CV; 163 kW), desarrollado por Mercedes-Benz. Está equipado con inyección directa y alimentación por conducto común y turbocompresor de geometría variable. El 300C estaba disponible con transmisión automática de cuatro velocidades en las versiones 2.7 y 3.5; y de cinco velocidades en las versiones 5.7 y 6.1.[cita requerida]